# Proteininae
Sous-famille
Les Proteininae forment une sous-famille de Staphylinidae qui compte quatre tribus divisées en 7 genres. Comme tous les membres de la famille des Staphylinidae, ces insectes sont distinguables notamment par leur petite taille (inférieure à 3 mm), un corps trapu et des élytres longs.

## Classification[1]
Tribe Anepiini Steel, 1966
- Anepius Blackburn, 1902

Tribe Austrorhysini Newton & Thayer, 1995
- Austrorhysus Steel, 1966

Tribe Nesoneini Steel, 1966
- Nesoneus Bernhauer, 1939

Tribe Proteinini Erichson, 1839
- Megarthrus Curtis, 1829
- Metopsia Wollaston, 1854
- Proteinus Latreille, 1796

Tribe Silphotelini Newton & Thayer, 1995
- Silphotelus Broun, 1895